# الرواح (تراث شعبي إماراتي)
فن الرواح هو من الفنون النادرة في المنطقة إذ يقتصر على الإمارات ومحافظة مسندم بسلطنة عمان· ويستخدم لأدائه أنواع مختلفة من الطبول مثل الرحماني والرنة والكاسر، يصل عددها إلى الثمانية أو العشرة أو أكثر. وعلى الرغم من انتشاره في المنطقة الجبلية فقط من الدولة، إلا أنه وبفضل اهتمام دولة الإمارات العربية المتحدة بالتراث والفنون الشعبية انتشر فن الرواح وبدأ يزدهر في الإمارات كلها· وبات يمارس في المناسبات والأعراس والمناسبات الرسمية، ويشارك فيه الرجال بصحبة طبولهم من خلال فرق فنون شعبية مختصة بهذا الفن
ومثيله·

## طريقة الإداء
يعتبر فن الرواح من أبرز الفنون الشعبية وهو فن أصيل وتتميز به الإمارات وسلطنة عُمان. ويصنع طبل الرواح من حفر جذع شجرة السدر، وتدق طبول الرواح في المناسبات والأعراس والمناسبات الرسمية ويشارك به الرجال حيث يقف كل رجل يحمل طبلاً إلى جانب بعضهم بعضاً في صف طويل وحيد فيه قليل من الميلان، ويبدأ الجميع بالقرع على الطبول بصورة متشابهة فيما هم يمشون خطوة إلى الأمام وأخرى للخلف ويدورون حول أنفسهم، ومع مرور الوقت يتصاعد القرع على الطبول وتبدأ بعض الطبول منفردة بتشكيل زخرفات إيقاعية، ويأخذ القرع على الطبول يطول شيئاً فشيئاً بينما يتخلله بين الحين والآخر غناء جماعي للرجال، وهو عبارة عن ترديد كلمة تغنى بطريقة معينة وهادئة قليلاً، فيما يتحلق الجمهور حول صف الرجال حاملي الطبول. هذا ويطلق على النقرة الأولى على الطبل "نقشة" بينما تدعى النقرة الثانية "مجامل".
وقد يستمر الرجال في قرع الطبول لأوقات طويلة،تتضمنها فترات استراحة، ومن المحتمل أن تبدأ المجموعة في الصباح الباكر وتتابع حتى ساعات المساء وخاصة في الأعراس

## التسمية
يقال أن تسميته بالرواح يعود إلى ترويحه عن النفس حيث تتكون حلقة الرواح غالبا من أعضاء ينتمون لعائلة واحدة وقد يلاحظ وجود ثلاثة أجيال في الفرقة الواحدة الجد ثم الأب ثم الأبن يتبعون بعضهم بعضا.

## المناسبات
يؤدى فن "الرواح" في الأعراس والاحتفالات الوطنية والمهرجانات والملتقيات التراثية، وعيدي الفطر والأضحى.

## الرواح حسب الوقت
ويختلف أداء الرواح حسب الوقت الذي يؤدى فيه، فمثلاً حينما يؤدى في الصباح يسمى «السيرح»، وحينما يؤدى وقت الضحى إلى قبل الظهر يسمى «الصودر»، وعندما يؤدى من بعد صلاة الظهر وحتى قبل المغرب يسمى «الرواح»، وحينما يؤدى من بعد صلاة المغرب وطوال الليل حتى الفجر يسمى «السيري».

## وصلات خارجية
- الرواح
- «الرواح» فن يعلو الجبال
- فن الرواح من الفنون الموغلة في القدم
- ماذا تعرف عن فن الرواح في مسندم
- فن الرواح - موروث حضاري تنفرد به مسندم